# Аурих
А́урих (нем. Aurich, н.-нем. Auerk, в.-фриз. Aurk) — город в Германии, районный центр, расположен в земле Нижняя Саксония.
Входит в состав района Аурих. Население составляет 40572 человека (на 31 декабря 2010 года). Занимает площадь 197,21 км². Официальный код — 03 4 52 001.

## История

### Аурих в «ЭСБЕ»
В конце XIX — начале XX века на страницах Энциклопедического словаря Брокгауза и Ефрона этот населённый пункт описывался следующим образом:
«Аурих (Aurich) — главный город бывшего Вост. Фрисландского княжества, ныне округа А., в прусск. провинции Ганновер; он расположен на расстоянии 96 км к С. З. от Бремена и 21 км к С. В. от Эмдена, с которым соединен, так же как и с Вильгельм-Гафеном, находящимся от него в 40 км, Эмс-Ядским каналом, по которому перевозятся все грузы; в А. — 5382 жит. (1880). Здесь находятся ландсгерихт, консистория и государственный архив. Между зданиями этого маленького, красивого по местоположению города особенно замечательны: старый графский и княжеский замок, перестроенный в 1852, великолепное здание настолько обширно, что вмещает лютеранскую церковь Ламберти с резным изображением алтаря XV-го века, синагогу, помещение для областного собрания с портретами всех правителей Восточ. Фрисландии, гимназию, новую учительскую семинарию и мавзолей некоторых из князей Восточн. Фрисландии. Промышленность местная незначительна, но народонаселение ведет оживленную торговлю лошадьми, рогатым скотом и маслом. Приблизительно в 3-х км от города к Ю. З. находится памятник истории фрисландского права, холм „Upstallsbom“ (дерево верховного суда), где до XIV века ежегодно собирались для совещаний депутаты семи фрисландских морских областей. Нынешний округ обнимает Восточно-Фрисландское княжество и Гарлингерланд; он занимает 108 км² с народонаселением 211652 (в 1880, против 201053 в 1876 году; прирост 5,1 процента).»

## Фотографии

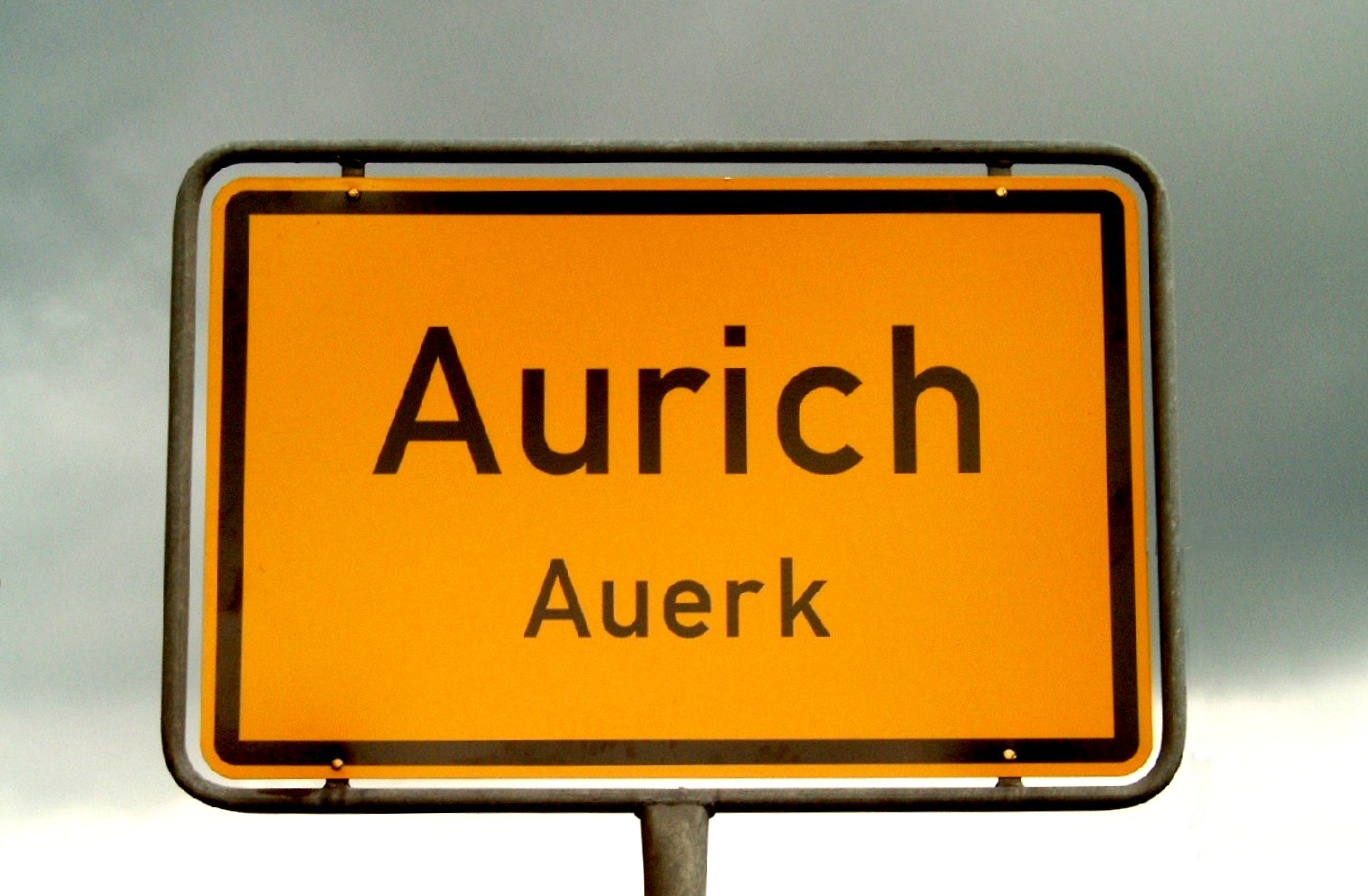
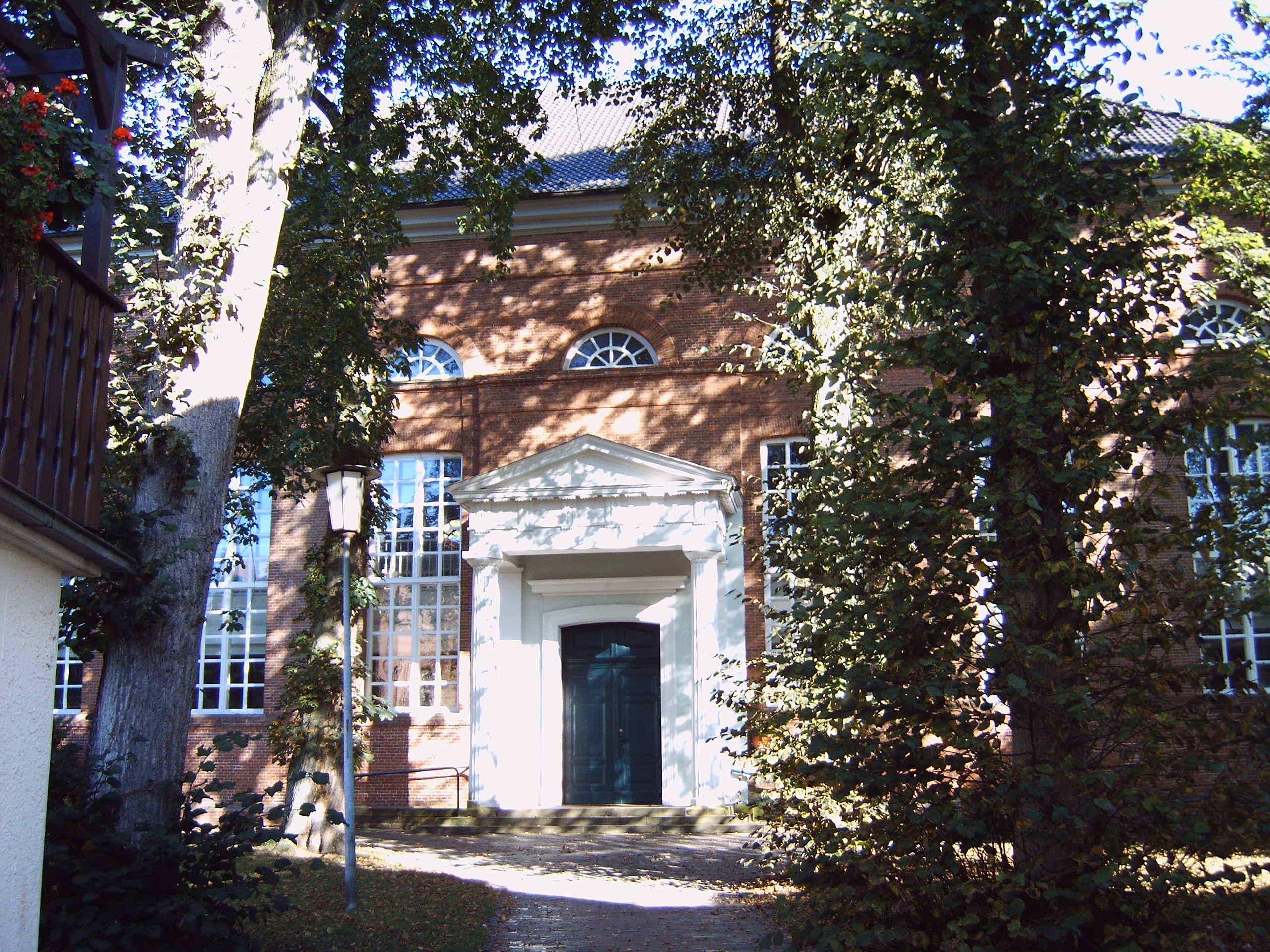
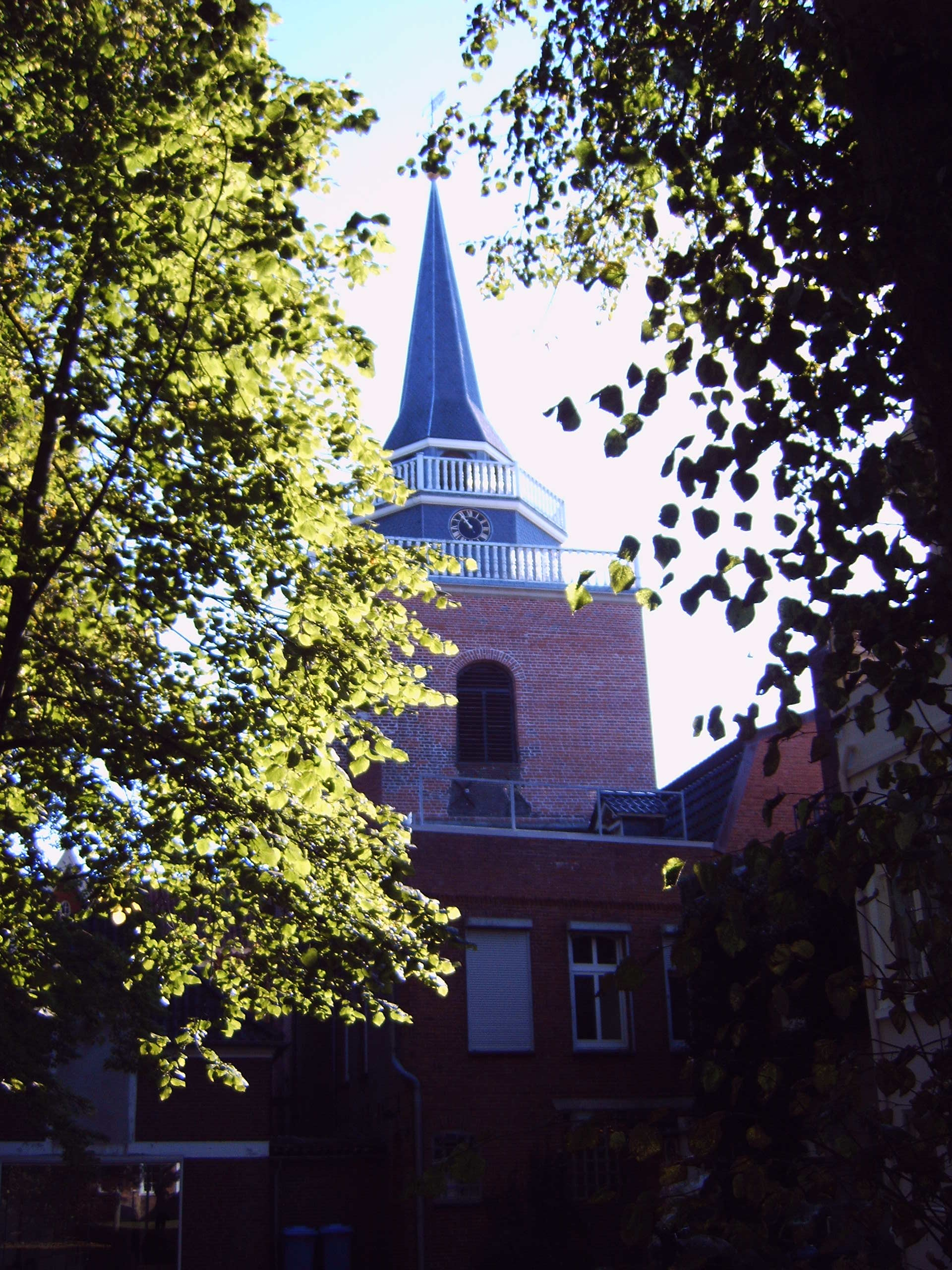
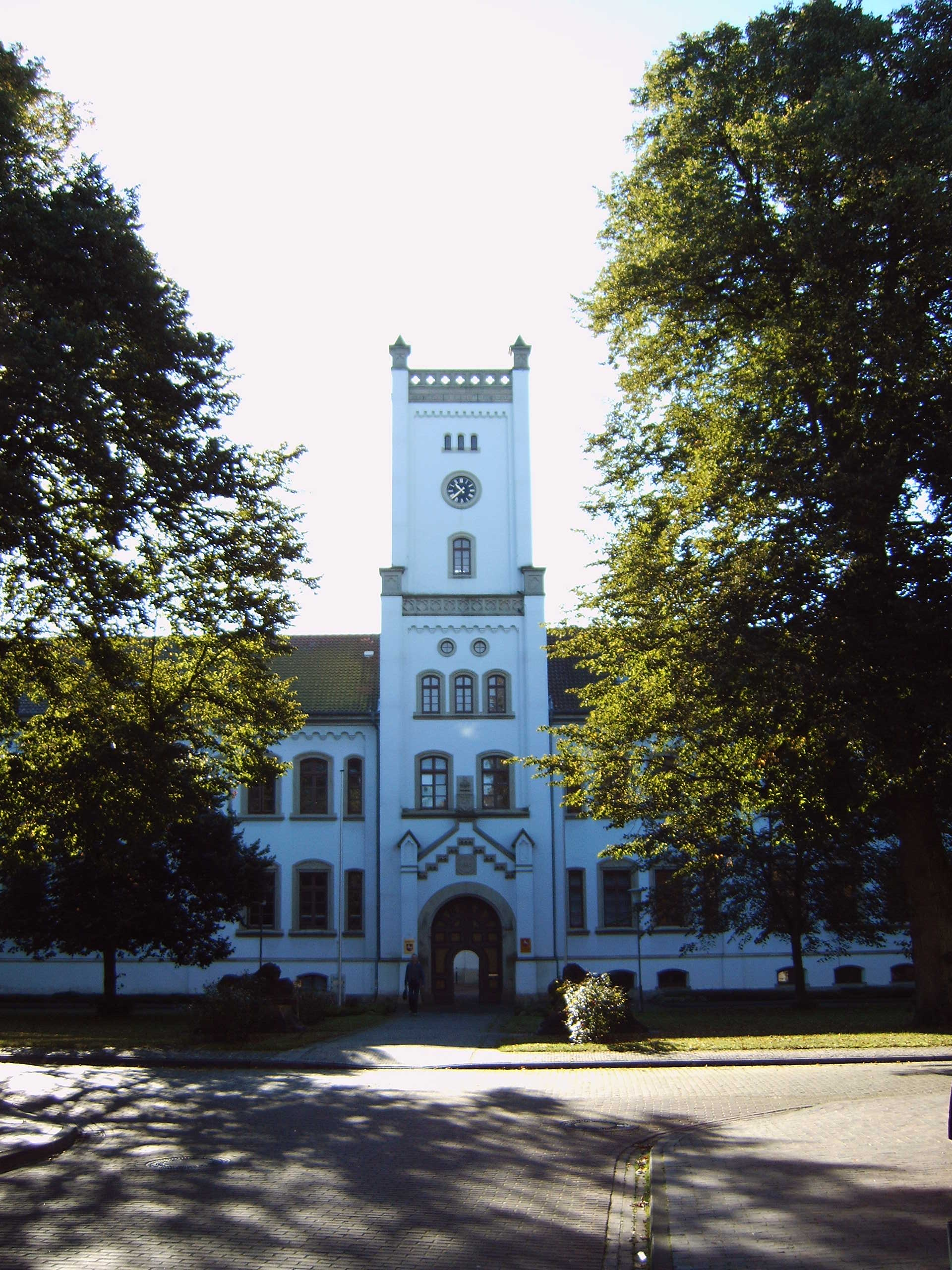
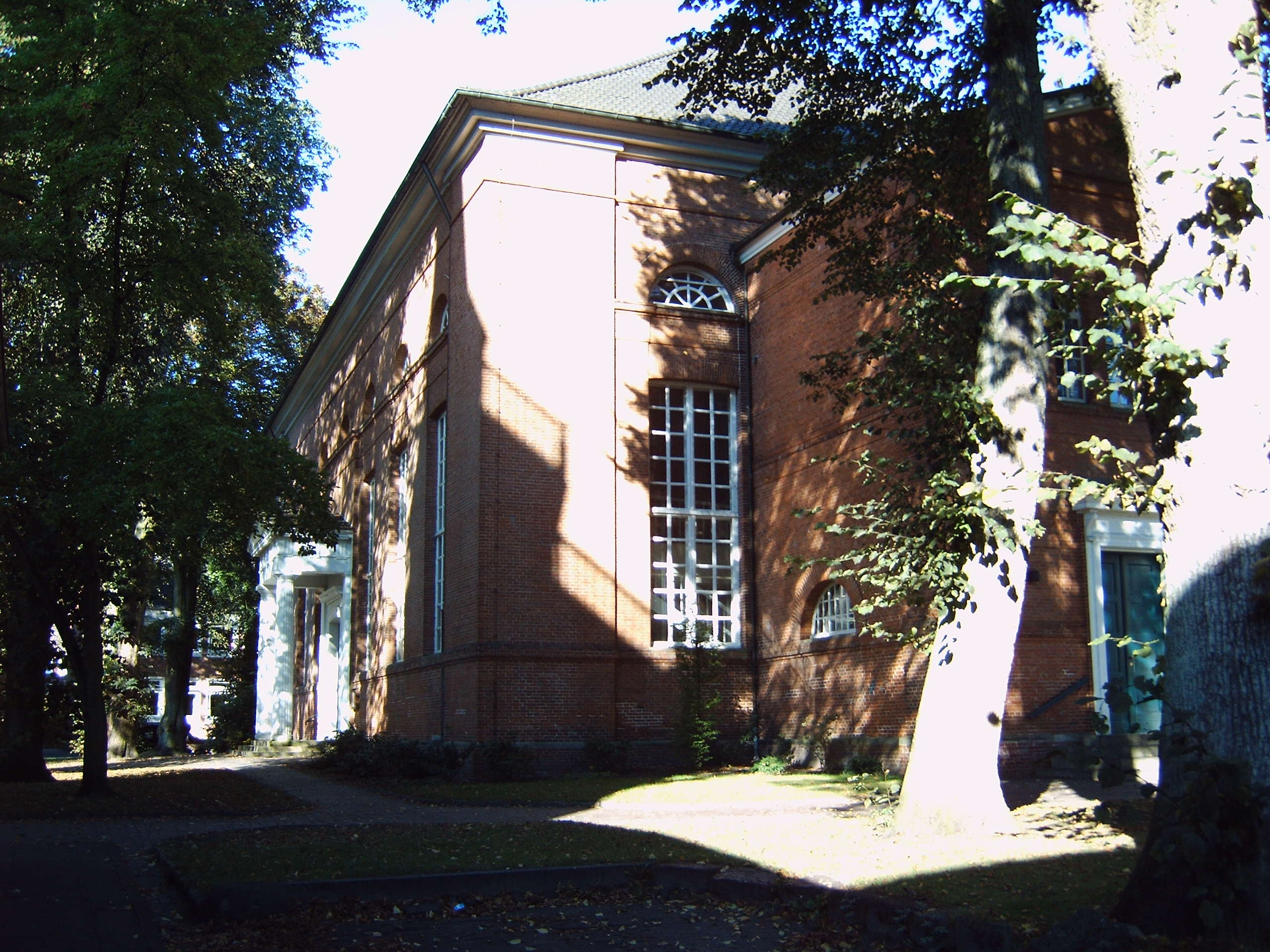
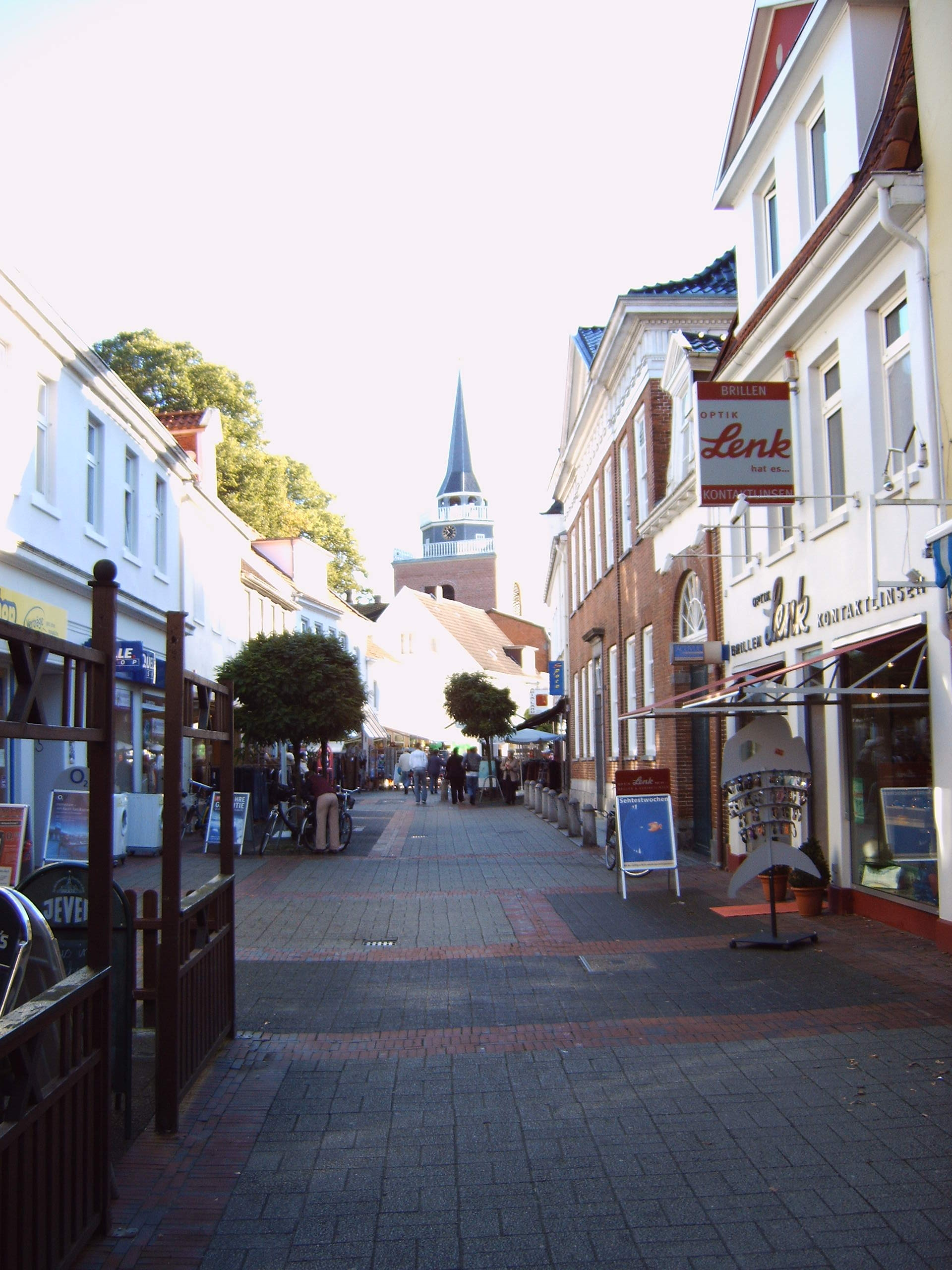

## Население города
| Год  | Население |
| ---- | --------- |
| 1990 | 36 378    |
| 1995 | 38 932    |
| 2000 | 40 124    |
| 2005 | 40 439    |
| 2010 | 40 491    |

## Почетный гражданин
Почетное гражданство является высшей наградой города Аурих. Городская администрация считает, что почетное гражданство истекает со смертью владельца, поэтому никаких попыток лишить Адольфа Гитлера почетного гражданства не предпринималось.  Город наградил им только пять человек:
- Фридрих Теодор фон Фрерихс (1819–1885), терапевт и офтальмолог .
- Пауль фон Гинденбург (1847–1934), генерал-фельдмаршал и рейхс-президент из немецкой дворянской семьи фон Бенекендорф и фон Гинденбург .
- Адольф Гитлер (1889–1945), политический деятель НСДАП, «фюрер и рейхсканцлер» одновременно глава правительства и глава государства Германского рейха .
- Франц Селдте (1882–1947), политический деятель НСДАП и рейхсминистр труда . Его лишили почетного гражданства 30 августа 1945 года.
- Янн Бергхаус (1870–1954), либеральный восточно-фризский политик. С 1922 по 1932 год он был президентом прусского административного округа Аурих и после Второй мировой войны президентом Восточно-Фризского ландшафта .